# Francisco de Orellana

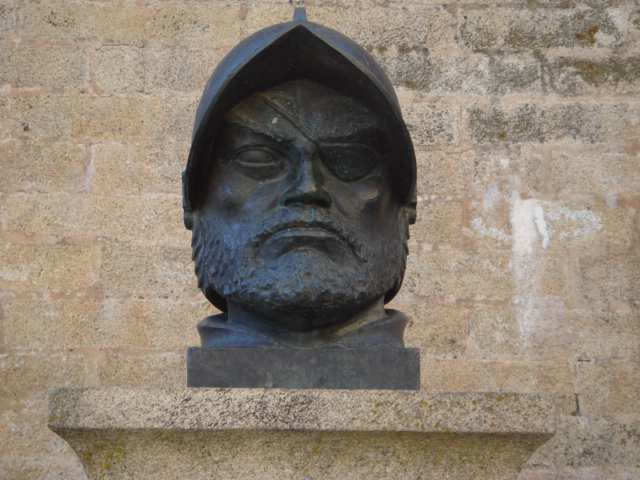
Francisco de Orellana

Francisco de Orellana (Trujillo, 1511 - Amazone, november 1546) was een Spaanse conquistador die als eerste Europeaan de Amazone afvoer.
Het geboortejaar van Orellana is niet zeker, eerdere data tot 1490 aan toe worden ook genoemd. Vermoedelijk rond 1527 vertrok hij van Spanje naar Amerika, en hij nam deel aan de verovering van Peru door Francisco Pizarro. Hij herstichtte Guayaquil en was luitenant-gouverneur van de nederzetting.
In 1541 hoorde hij van de expeditie van Gonzalo Pizarro, die vanuit Quito oostwaarts zou trekken op zoek naar kaneel en goud. Orellana sloot zich met een aantal van zijn eigen mannen aan bij de expeditie, en werd tweede man. De expeditie wekte, mede door de hardvochtige behandeling van de indianen door Pizarro, veel weerstand op.

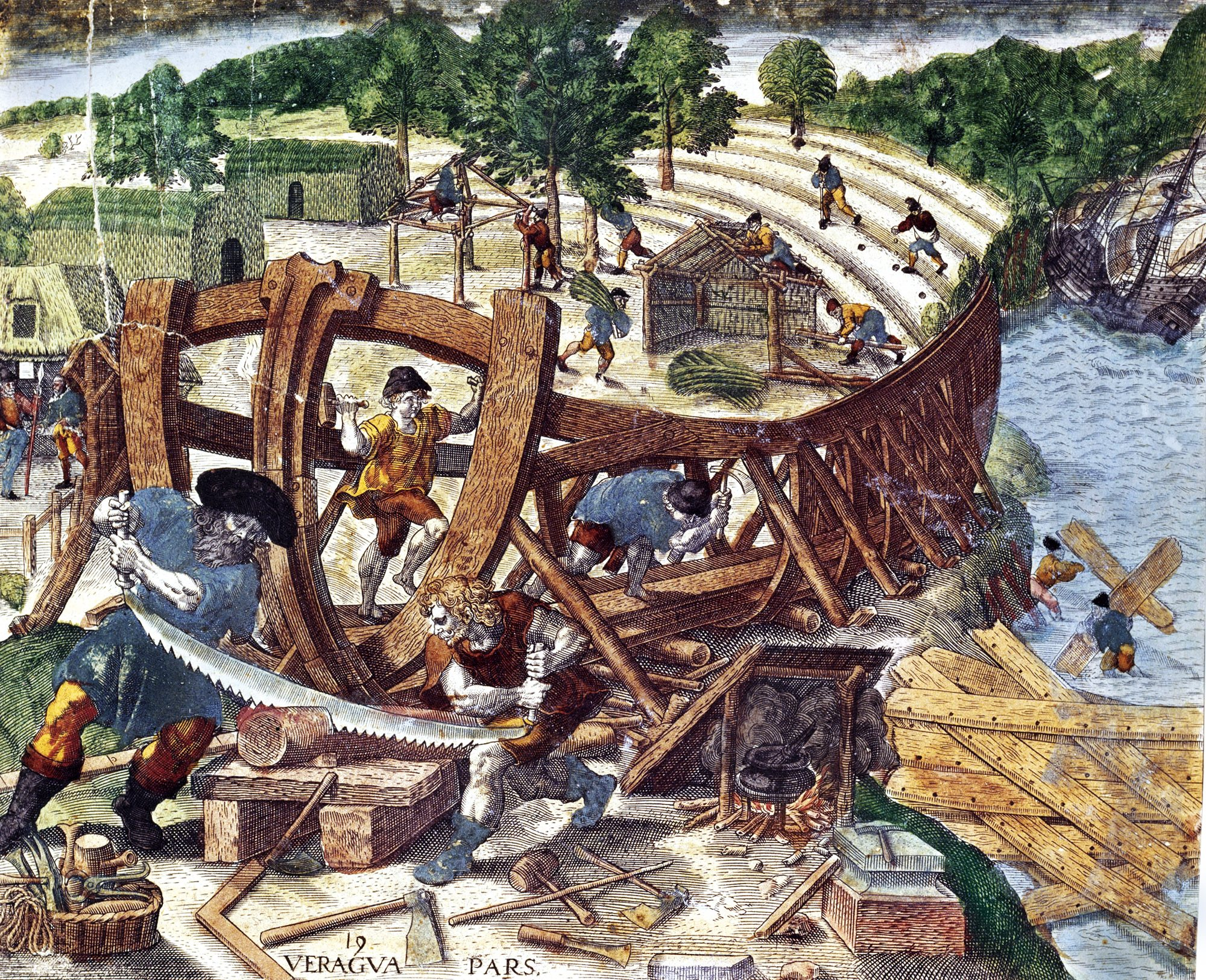
Bouw van de San Pedro

Aan de Coca, een zijrivier van de Napo, een zijrivier van de Amazone, werd een boot gebouwd, de San Pedro, en Orellana werd met ruim 50 man, waaronder de Dominicaan Gaspar de Carvajal, die een rapport over de expeditie schreef, vooruitgestuurd om eten te zoeken. 
Carvajal vertelde onder meer over grote steden, dichtbevolkte gebieden, grote legers, productieve landbouw, de heerser Machiparo, wegen, porselein en de hoofdstad van Amazonen met vijf tempels, waarin gouden en zilveren beelden van vrouwen werden vereerd en gouden en zilveren schalen voor de eredienst van de zon.
Ze bereikten een dorp en vonden daar eten, maar waren niet in staat tegen de stroom op te varen. Ze voeren daarom verder totdat ze bij een andere rivier kwamen, zo breed dat ze een binnenzee leek. Een tweede schip, de Victoria, werd gebouwd, en Orellana reisde verder stroomafwaarts.
Tijdens hun tocht werden ze meerdere keren getroffen door de gifpijlen van de indianen, en bij de monding van de Madeira kwam het tot een veldslag. Carvajal schreef dat de indianen geleid werden door amazonen, en derhalve kreeg de rivier de naam Amazone. In augustus 1542, 8 maanden nadat ze Pizarro hadden verlaten, werd uiteindelijk de Atlantische Oceaan bereikt. De schepen werden gecontroleerd op hun zeewaardigheid, en langs de kust van Guyana werd uiteindelijk Cubagua (een eiland voor de kust van Venezuela) bereikt.
Orellana keerde terug naar Spanje, waar hij de (aangedikte) verhalen over zijn tocht beschreef, en toestemming kreeg om het gebied rond de Amazone onder de naam 'Nieuw Andalusië' te koloniseren. Hij had problemen om de financiering rond te krijgen, maar in 1544 kon hij dan toch gaan. Ook de overtocht was rijk aan problemen, en het was met een sterk uitgedunde groep kolonisten dat hij uiteindelijk de Amazone bereikte in december 1545. Orellana zelf stierf in november 1546; van zijn naar schatting 300 man overleefden er slechts 44.
Op Orellana's reis volgden 20 jaar later de Ursua expeditie en 100 jaar later de Texeira expeditie (1637-38). Kapitein Altamirano van de Ursua expeditie sprak van nederzettingen met een bevolking van ca. 10.000 bewoners in het hart van de jungle van de Amazone. er was toen al wijdverspreide ontvolking door de epidemieën van onder meer de pokken, die de conquistadores hadden meegebracht en waar de inheemsen niet tegen bestand waren. Antropoloog Thomas P. Myers schat dat, tussen de Orellana- en Texeira expeditie, de bevolking in veel gebieden met 99% afnam. Een kleine stad van 10.000 bewoners werd dus gereduceerd tot een dorpje van 100 bewoners.